# 勒梅尼尔比
勒梅尼尔比（法語：Le Mesnilbus，法語發音：[lə menilby]）是法国芒什省的一个旧市镇，属于库唐斯区。2019年，勒梅尼尔比与临近的6个市镇合并为新市镇圣索沃尔维拉日。

## 地理
勒梅尼尔比（49°8'0"N, 1°20'58"W）面积4.98 平方千米，位于法国诺曼底大区芒什省，该省份为法国西北部沿海省份，西、北、东北三面环大西洋，东起顺时针与卡爾瓦多斯省、奧恩省、马耶讷省和伊勒-维莱讷省接壤。
与勒梅尼尔比接壤的市镇（或旧市镇、城区）包括：弗热尔、蒙屈、圣欧班迪佩龙、圣马丹多比尼、圣米歇尔-德拉皮埃尔。
勒梅尼尔比的时区为UTC+01:00、UTC+02:00（夏令时）。

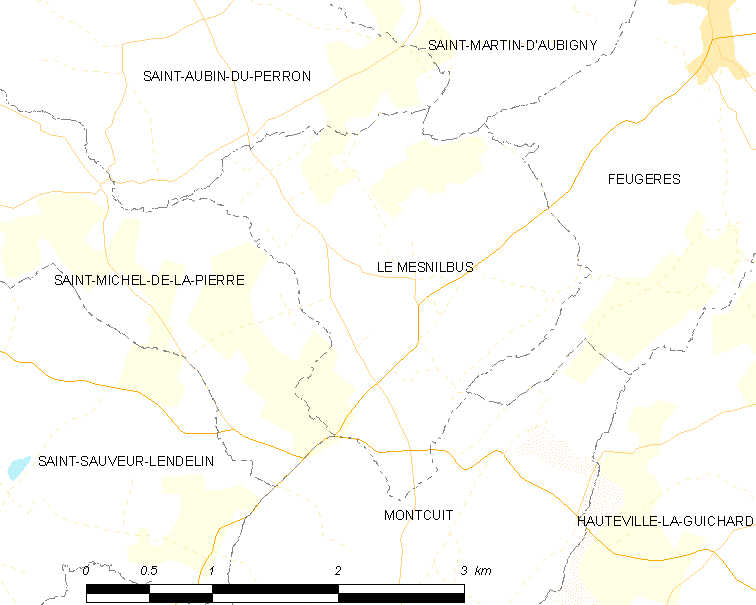
勒梅尼尔比的OSM定位图

## 行政
勒梅尼尔比的邮政编码为50490，INSEE市镇编码为50308。

## 政治
勒梅尼尔比所属的省级选区为阿贡-库坦维尔县。

## 人口

1962-2008年间勒梅尼尔比人口变化图示

勒梅尼尔比于2018年1月1日时的人口数量为344人。